# Engelbert I de Berg
Engelbert I (d. iulie 1189, în Serbia) a fost conte de Berg de la 1160 până la moarte.
Engelbert a fost fiul contelui Adolf al IV-lea de Berg.
Datorită loialității față de împăratul german și de arhiepiscopul de Köln, Engelbert a reușit să stabilizeze comitatul de Berg și să îi sporească veniturile. El a obținut palatul Bensberg, Neu-Windeck și Elberfeld.
În iulie 1189, el a fost ucis în apropiere de Kovin, în Serbia, pe când se afla în drum spre Țara Sfântă în cadrul cruciadei a treia, alături de împăratul Frederic I Barbarossa.
Fiii săi au fost:
- Adolf (d. 1218), succesor în comitatul de Berg
- Engelbert (d. 7 noiembrie 1225), devenit conte e Berg după moartea fratelui său, ca și arhiepiscop de Köln (ca Engelbert I) și cunoscut ca Sfântul Engelbert.